# Riedelia brachybotrys
Riedelia brachybotrys là một loài thực vật có hoa trong họ Gừng. Loài này được Theodoric Valeton miêu tả khoa học đầu tiên năm 1913.

## Phân bố
Loài này được tìm thấy trên sườn dốc ở cao độ 1.350 m trên núi ở Hellwig tại tây nam đảo New Guinea, thuộc địa phận tỉnh Papua, Indonesia. Mẫu vật điển hình: L.S.A.M. von Römer 765 do Lucien von Römer (1873-1965) thu thập. Trong số các mẫu do ông thu thập còn có các số 840, 871, 873 và 1015.